# پارک دریایی جزیره لرد هاو

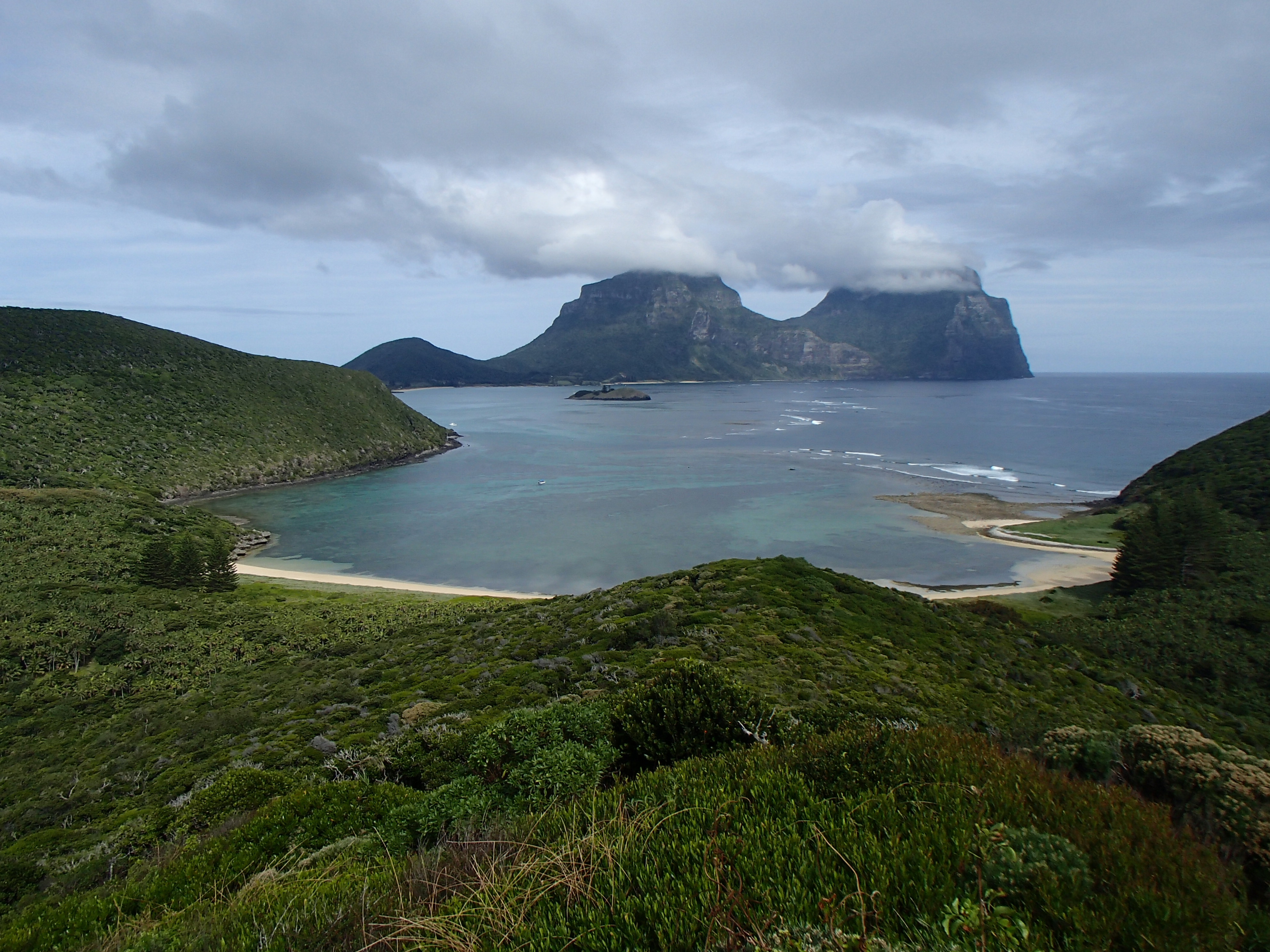
جزیره لرد هاو از کوه الیزا

پارک دریایی جزیره لرد هاو (به انگلیسی: Lord Howe Island Marine Park) یک پارک طبیعی در استرالیا است که در نیو ساوت ولز واقع شده‌است.

## میراث جهانی
این پارک در فهرست میراث جهانی یونسکو ثبت شده است.